# Station Andelot
Station Andelot is een spoorwegstation in de Franse gemeente Andelot-en-Montagne. Het ligt aan de spoorlijn Andelot-en-Montagne - La Cluse en Dijon-Ville - Vallorbe.
Het wordt bediend door treinen van het netwerk TER Bourgogne-Franche-Comté op de verbindingen Dole - Saint-Claude en Dole -  Pontarlier.